# Unified Payments Interface
Unified Payments Interface (UPI) é um sistema e protocolo indiano de pagamento instantâneo desenvolvido pela Corporação Nacional de Pagamentos da Índia [en] em 2016. A interface facilita transações entre pessoas físicas [en] e pagamento a comerciante entre bancos. Ela é utilizada em dispositivos móveis para transferir fundos instantaneamente entre duas contas bancárias usando apenas um ID UPI único. Funciona como uma interface de programação de aplicativos de código aberto sobre o Serviço de Pagamentos Imediatos [en] e é regulamentada pelo Banco Central da Índia. Os principais bancos indianos começaram a disponibilizar seus aplicativos habilitados para UPI aos clientes em agosto de 2016, e o sistema é atualmente suportado por quase todos os bancos do país.
Em 2025, a plataforma contava com mais de quinhentos milhões de usuários ativos na Índia. Em julho de 2025, 19,47 bilhões de transações UPI, no valor de ₹ 25,08 trilhões (aproximadamente 293 bilhões de dólares estadunidenses), foram processadas pelo sistema. Esse volume equivale a mais de sete mil transações em média a cada segundo. A ampla adoção e utilização do UPI posicionou a Índia como líder global em pagamentos instantâneos, respondendo por quase metade de todas as transações globais desse tipo. A execução bem-sucedida de um sistema de pagamento instantâneo em uma escala tão colossal tornou-o uma ferramenta de poder brando para a Índia e é frequentemente citado como uma das inovações em tecnologia financeira mais transformadoras e bem-sucedidas já desenvolvidas pelo país.